# 水布
水布是东南亚华侨早年带入潮汕的纱笼演化而来的，幅度比纱笼短小，曾称为番幔或番浴布。它是一种方格条纹的彩印薄纱布，较稀薄，吸水后易拧干且柔软，一般长1.2-1.5米，宽0.4-0.5米，印有小方格，有红、蓝、青、黑多种颜色。水布曾是潮汕农民普遍使用的一种劳作用布。也可用作束腰带、包扎带、包袱布、卧席和擦抹布。舞台上，水布是潮汕农民形象服饰特征道具之一。现今市面上已较少见。